# Кларксвил (Мичиген)
Кларксвил (енгл. Clarksville) град је у америчкој савезној држави Мичиген.

## Демографија
По попису из 2010. године број становника је 394, што је 77 (24,3%) становника више него 2000. године.
| Група             | 2000.       | 2010.       |
| Белци             | 302 (95,3%) | 365 (92,6%) |
| Афроамериканци    | 1 (0,3%)    | 2 (0,5%)    |
| Азијати           | 0 (0,0%)    | 8 (2,0%)    |
| Хиспаноамериканци | 6 (1,9%)    | 11 (2,8%)   |
| Укупно            | 317         | 394         |